# チューリッヒ芸術大学
チューリッヒ芸術大学（チューリッヒげいじゅつだいがく、英語: Zurich University of the Arts、公用語表記: ドイツ語: Die Zürcher Hochschule der Künste）は、スイスチューリッヒに本部を置くスイスの芸術系大学。2007年創立、2007年大学設置。大学の略称はZHdK。
チューリッヒ芸術大学は、芸術劇場、チューリッヒ造形美術館、チューリッヒ芸術大学メディア情報センター、ならびに情報技術サービスから成り立っている。

## 歴史・沿革
チューリッヒ芸術大学は、チューリッヒ造形芸術大学とチューリッヒ音楽演劇大学の統合により、2007年8月1日に創立された。初代学長はハンス＝ペーター・シュヴァルツである。
前身となった大学の1つであるチューリッヒ音楽演劇大学は、1999年に新しい専門大学法により、ヴィンタートゥアー、チューリッヒ音楽院、チューリッヒ・ジャズ学校、チューリッヒ演劇アカデミー、スイス・バレエ学校が統合されたものである。今日の演劇部門は、1937年にチューリッヒ劇場の移転に際してチューリッヒ演劇学校（ドイツ語: Bühnenstudio Zürich）の名称で設立されたものが母体になっている。チューリッヒ演劇学校は1970年代の初頭にチューリッヒ演劇アカデミーと改称されている。

## 学部
- 舞台芸術・映画学部（Departement Darstellende Künste und Film）
- デザイン学部（Departement Design）
- 文化分析・仲介学部（Departement Kulturanalysen und -Vermittlung）
- 芸術・メディア学部（Departement Kunst & Medien）
- 音楽学部（Departement Musik）- 1876年にロベルト・ヘーガーの提唱によって設立された音楽学校が前身である。ヘーガーは1914年まで校長を務め、その間にチューリッヒ音楽院と改称される。現在はチューリッヒ芸術大学の学部の一つになっている。スイスで最大規模を誇る音楽教育機関である。

### 卒業生
- 音楽家
  - オーレル・ニコレ Aurèle Nicolet、フルート奏者
  - ペーター＝ルーカス・グラーフ Peter-Lukas Graf、フルート奏者
  - ルドルフ・バウムガルトナー Rudolf Baumgartner、指揮者
  - オトマール・シェック Othmar Schoeck、作曲家
  - アーロン・アヴシャロモフ Aaron Avshalomov、作曲家
  - エルンスト・ヘフリガー Ernst Haefliger、声楽家（テノール）